# Peter Scharff (Koch)
Peter Scharff (* 8. September 1969 in Dinkelsbühl) ist ein deutscher Koch, Konditor/Pâtissier, Unternehmer und Sachbuchautor. Er ist spezialisiert auf Küchenkräuter und Gewürze.
Er arbeitete von April 2001 bis Juli 2007 als Chefkoch in der Wartenberger Mühle seines Bruders Martin Scharff im rheinland-pfälzischen Wartenberg-Rohrbach. Einem breiten Publikum ist er als TV-Pâtissier durch die SWR-Fernsehsendung Kaffee oder Tee bekannt.
Im Jahre 1986 begann er seine Kochlehre im Ringhotel Hohenlohe. Zusätzlich absolvierte er eine Ausbildung zum Konditor. Er lernte sein Handwerk unter Köchen wie Harald Wohlfahrt und Dieter Müller und vervollständigte sein Wissen in New York und Barcelona. Zudem ist er bekannt durch Caterings bei diversen Veranstaltungen wie z. B. dem jährlichen Filmpreis Bambi, der Verleihung der goldenen Kamera, Berlinale etc., die er zusammen mit seinem Bruder Martin Scharff durchgeführt hat.
Seit Juli 2007 geht er mit seiner Firma Kulinarische Kompetenz neue Wege, wie beispielsweise mit der Entwicklung des Corporate Identity Food oder der Entwicklung der Cuisina Herba Barona mit dem Kräuterexperten Bernd Simon.